# Nemcovce (district de Bardejov)
Pour les articles homonymes, voir Nemcovce.
Nemcovce (allemand : Deutschendorf), est un village de Slovaquie situé dans la région de Prešov.

## Histoire
Première mention écrite du village en 1427.

## Démographie

### Évolution de la population
| Année:               | 1994. | 2004.   | 2014.   | 2024.   |
| -------------------- | ----- | ------- | ------- | ------- |
| Nombre de personnes: | 266   | 261     | 255     | 252     |
| Différence:          |       | -1,87 % | -2,29 % | -1,17 % |

| Année:               | 2023. | 2024.   |
| -------------------- | ----- | ------- |
| Nombre de personnes: | 265   | 252     |
| Différence:          |       | -4,90 % |